# Stele di Loro Piceno

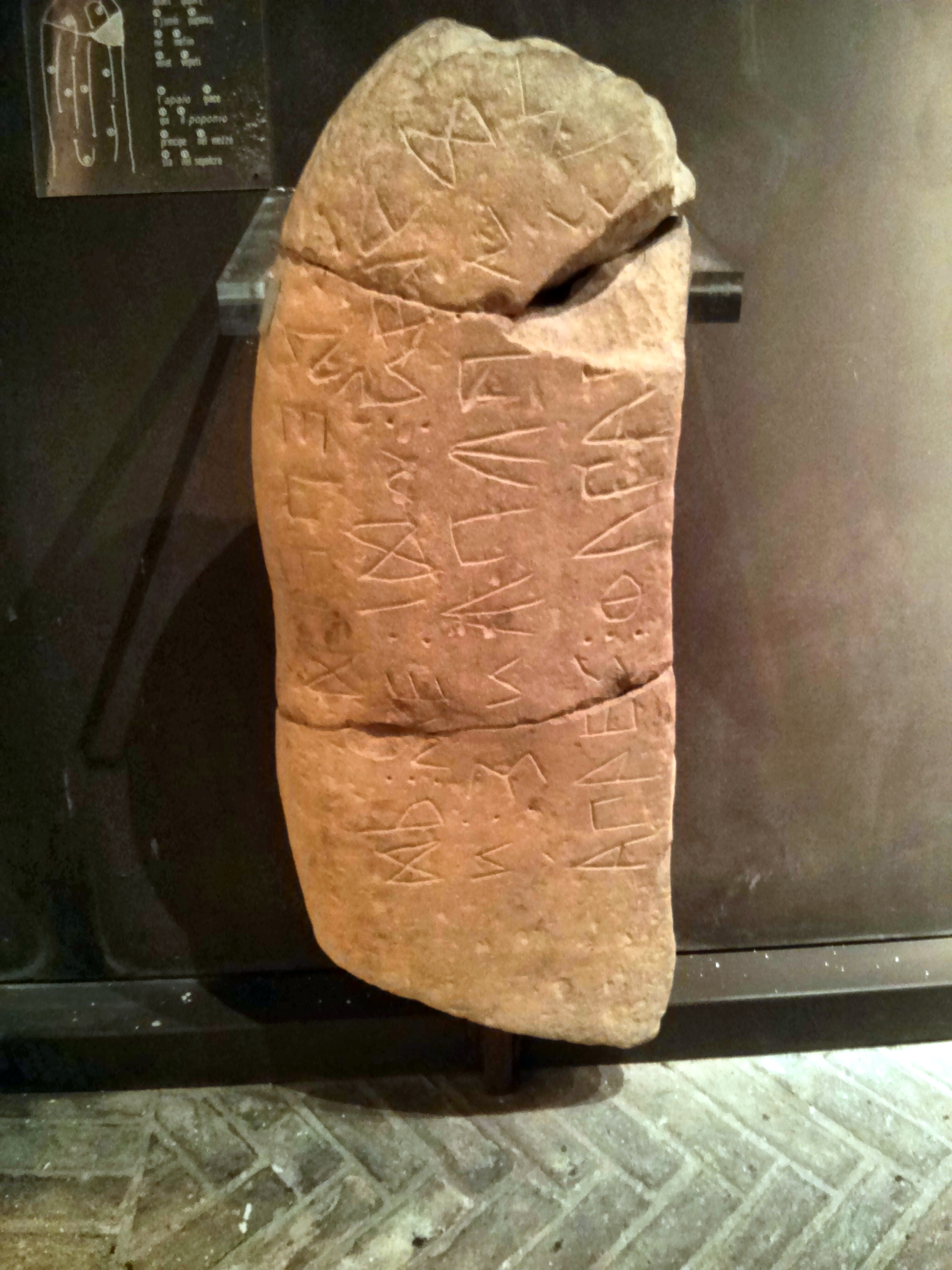
Stele di Loro Piceno (MC1)

La stele di Loro Piceno, è una stele del VI secolo con un'iscrizione in lingua picena meridionale: la stele è registrata con la sigla MC1 ed è attualmente conservata presso il Museo archeologico nazionale delle Marche di Ancona 

## Storia
La stele fu rinvenuta nel 1943 nel comune di Loro Piceno (provincia di Macerata).

## Descrizione
La stele, in arenaria, presenta una forma non perfettamente uniforme e arrotondata nella sommità. Attualmente si presenta spezzata in tre frammenti, mancante nella parte superiore di una scheggia superficiale che doveva contenere alcune lettere dell'iscrizione.

## Dimensioni
La stele misura 1,03 metri d'altezza, 36 centimetri di larghezza massima e 17 centimetri di spessore .

## Iscrizione
Il testo inizia sul lato destro della stele, in basso, e procede verso l'alto.
Trascrizione in caratteri piceni:
|| || ...|| || || || || 
Trascrizione in caratteri latini:
apaes.qupat.[e]smín.púpúnis.nír.mefíin.veiat.vepetí .

### Traduzione
Esistendo divergenze nel mondo scientifico circa l'esatto significato del testo della stele, sono riportate sei differenti versioni di possibili traduzioni, quattro in italiano e due in latino:
| Traduttore                             | APAES    | QUPAT  | [E]SMÌN | PÙPÙNIS       | NÌR                   | MEFIÌN       | SEIAT     | VEPETÌ       | Fonte  |
| -------------------------------------- | -------- | ------ | ------- | ------------- | --------------------- | ------------ | --------- | ------------ | ------ |
| Pompilio Bonvicini                     | Appaio   | giace  | qui     | nel tumulo    | un guerriero valoroso | di mezzo     | nella via | sepellì      | [ 5 ]  |
| Anna Marinetti                         | Il capo  | giace  | qui     | dei pupunis   | principe valoroso     | in mezzo     | sta       | nel sepolcro | [ 6 ]  |
| Museo Nazionale delle Marche           | L'apaio  | giace  | qui     | il poponio    | principe              | in mezzo     | sta       | nel sepolcro | [ 7 ]  |
| Adolfo Zavaroni                        | Apaes    | cubat  | heic    | excellens     | vir                   | in eminentia | iacet     | in sepultura | [ 8 ]  |
| Adolfo Zavaroni                        | Apaes    | riposa | qui     | un eccellente | uomo                  | di rilievo   | giace     | nel sepolcro | [ 9 ]  |
| Alessandro Naso & Gianluca Tagliamonte | equester | cubat  | hic     | Picenus       | princeps;             | in medio     | vehitur   | tumulo       | [ 10 ] |